# Спарта (дим)
Спарта (греч. Δήμος Σπάρτης) — община (дим) в Греции, в юго-восточной части полуострова Пелопоннеса. Входит в периферийную единицу Лаконию в периферии Пелопоннес. Население 35 259 жителей по переписи 2011 года. Площадь 1181,78 квадратного километра. Плотность 29,84 человека на квадратный километр. Административный центр — Спарта, исторический центр — Мистрас. Димархом на местных выборах 2014 года избран Эвангелос Вальотис (Ευάγγελος Βαλιώτης).
В 2011 году по программе «Калликратис» к общине Спарты присоединены упразднённые общины Пелана, Инундас, Карье, Мистрас, Терапна и Фарис.

## Административное деление
Община (дим) Спарта делится на 7 общинных единиц.